# حركة راجا سليمان
راجا سليمان هي حركة في الفلبين، أسسها أحمد سانتوس في عام 1991. وتتكون عضويتها من الفلبينيين المسيحيين الذين تحولوا إلى الإسلام، وهي واحدة من عناصر الصراع في الفلبين، تقول الحكومة الفلبينية أن الحركة تم تدريبها وتمويلها من قبل "جماعة أبو سياف" و"الجماعة الإسلامية في جنوب شرق آسيا، وأن الحركة على علاقة بتنظيم القاعدة.
سُميت الحركة على اسم راجا سليمان الثالث آخر ملوك الفلبين من المسلمين في القرن 16 المسلمين قبل احتلال الأسبان للفلبين، حيث تسعى الحركة لإعادة الحكومة الإسلامية في الفلبين مثل جماعة أبو سياف.